# Warsaw (Minnesota)
Warsaw – jednostka osadnicza w Stanach Zjednoczonych, w stanie Minnesota, w hrabstwie Rice.